# Ellen Trane Nørby

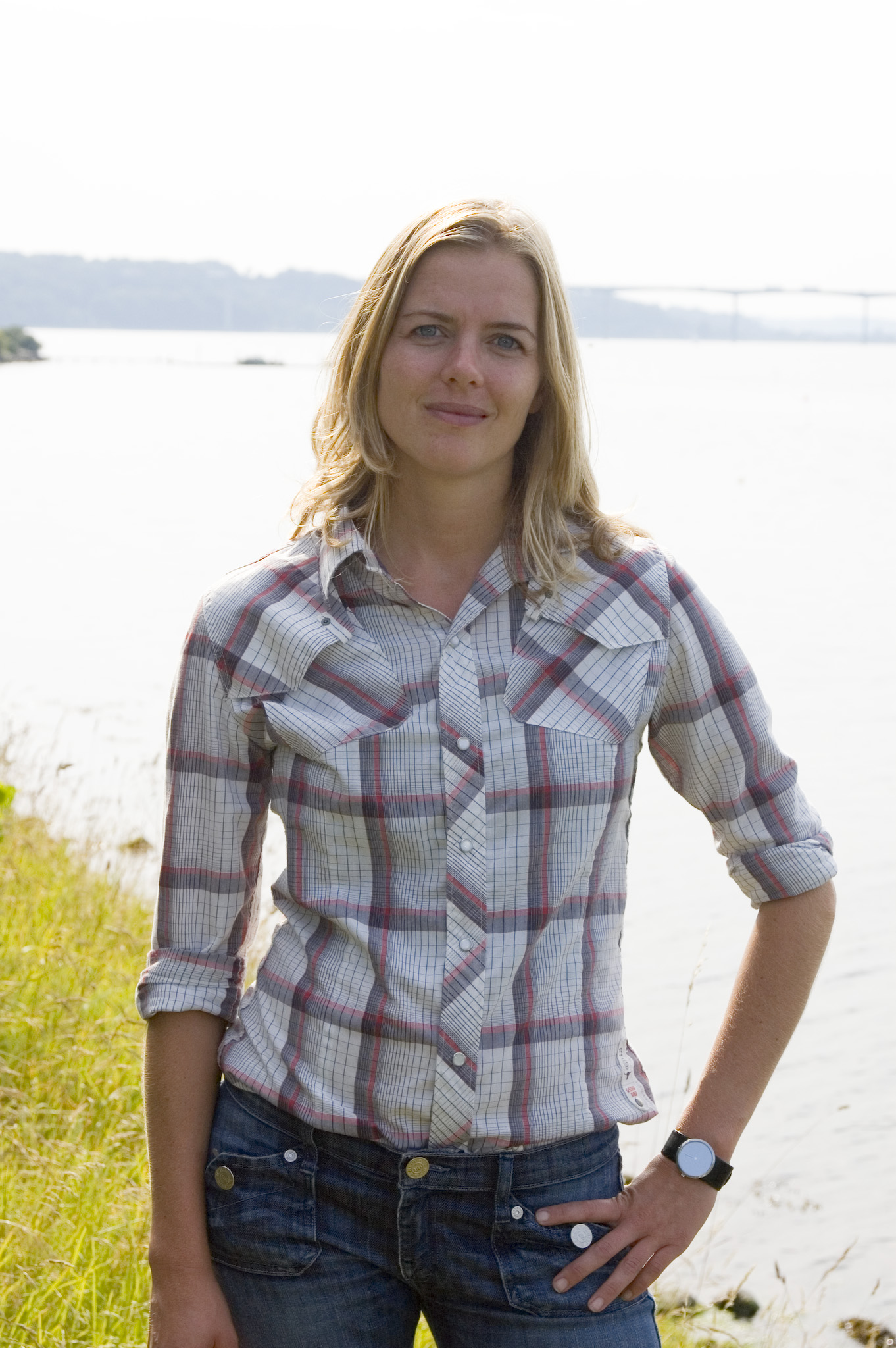
Ellen Trane Nørby (2007)

Ellen Trane Nørby (* 1. Februar 1980 in Herning) ist eine dänische Politikerin der Partei Venstre und seit 2005 Abgeordnete des Folketing. In der Regierung Lars Løkke Rasmussen II war sie Ministerin für Kinder, Unterricht und Gleichstellung. In der Regierung Lars Løkke Rasmussen III übernahm sie das Amt der Gesundheitsministerin.

## Leben

### Jugend und Studium
Ellen Trane Nørby wuchs in Nørre Nissum in Nordjütland auf, ihr Vater ist Biologe und war von 1998 bis 2006 Bürgermeister von Lemvig, ihre Mutter Architektin. Sie studierte in Kopenhagen ab 1998 Kunstgeschichte und im Nebenfach von 1999 bis 2001 Politikwissenschaften. Das Studium schloss sie 2005 in Kunstgeschichte mit dem Master of Arts ab. Während des Studiums arbeitete sie bereits in Christiansborg, dem Sitz der Regierung und des Parlaments Dänemarks.

### Politische Karriere
Nørby trat 1995 in die Partei Venstre und deren Jugendorganisation ein und wurde 1999 Vizepräsidentin des europäischen Verbandes European Liberal Youth, ein Zusammenschluss liberaler Jugendorganisationen. Von 2002 bis 2004 war sie Präsidentin des Verbandes.
2004 wurde sie für die Europawahl als Abgeordnete aufgestellt und bekam 24.380 Stimmen, was jedoch nicht für ein Abgeordnetenmandat reichte.
2005 kandidierte Nørby bei den Wahlen zum Folketing und erreichte mit 5.073 Stimmen einen Sitz im Parlament. In der Folge war sie Sprecherin ihrer Partei für kulturelle Fragen. Bei der Wahl zum dänischen Parlament 2007 wurden für sie 12.804 Stimmen abgegeben, ihre Schwerpunkte waren in dieser Legislaturperiode soziale Fragen und Geschlechtergerechtigkeit. 2011 erhielt sie 18.059 Stimmen, in der Wahl 2015 12.012 Stimmen. Von 2006 bis zu ihrer Ernennung zur Ministerin war Nørby zudem Sprecherin für Fragen der neuen Medien.
Am 28. Juni 2015 wurde Nørby zur Ministerin für Kinder, Unterricht und Gleichstellung ernannt.
Am 28. November 2016 übernahm sie das Amt der Gesundheitsministerin.

### Themen in den Medien
Nørby stellte im Herbst 2012 an Uffe Elbæk, den damaligen Minister für Kultur, insgesamt 696 Anfragen und wurde von der Boulevardzeitung BT fortan auch als „Spørge-Ellen“ (deutsch „Frage-Ellen“) bezeichnet. Im Januar 2013 wurde durch die Boulevardzeitung BT bekannt, dass Mitarbeiter von Nørby mehr als dreißig Mal Veränderungen in Nørbys Sinne an ihrem dänischen Wikipedia-Artikel vorgenommen hatten; Nørby ihrerseits behauptete, Opfer einer „Hetze und Medienkampagne“ zu sein.

## Auszeichnungen
- 19. Dezember 2017: Komtur des Dannebrogorden (dän.: Kommandørkorset af Dannebrogordenen)

## Privates
Nørby ist verheiratet und hat eine Tochter. Sie verfasste 2004 ein Kochbuch mit dem Titel Smag på Europe – med honning og chili („Europa schmecken – mit Honig und Chili“).